# Geografie fizică

Geografia fizică este o ramură a geografiei care se ocupă de suprafața globului pământesc și de fenomenele care au loc aici. Include geografia matematică care este o aplicare a geometriei la forma Pământului pentru a calcula de exemplu distanța între două puncte de pe suprafața Pământului știind  coordonatele geografice ale punctelor. Geografia fizică studiază elementele naturale ale învelișului terestru.

## Obiectele de studiu
Obiectele de studiu ale geografiei fizice sunt straturile geosferei:
- Atmosferă (învelișul de aer al Pământului)
- Hidrosferă (apele curgătoare, lacuri, mări, oceane)
- Pedosferă (solul)
- Litosferă (rocile). Se întinde de la suprafață până la o adâncime de 2200 km.
- Biosferă (alcătuit din totalitatea plantelor și animalelor de pe pământ)
- Antroposferă (Sfera socioeconomică a Pământului, realizată de om)

## Ramuri ale geografiei fizice
Ramuri ale geografiei fizice sunt:
- Orografie
- Climatologie
- Hidrologie
- Pedologie (studiul solurilor)
- Geomorfologie (formele de relief)
- Biogeografie (incl. Geoecologie)